# Seqocrypta jakara
Seqocrypta jakara là một loài nhện trong họ Barychelidae. Loài này phân bố ờ Queensland và New South Wales.